# Emeroteca dell'Università di Firenze
L'ex-Emeroteca dell'Università di Firenze, ex-Sede della Società Singer a Firenze, si trova in via Cittadella al numero 7.

## Storia
L'edificio venne costruito su progetto dell'architetto Italo Gamberini nel 1938 come nuova sede della Compagnia Singer a Firenze.
Attualmente è sede di alcuni uffici e servizi universitari (Segreteria Studenti delle Facoltà di Economia e Commercio, di Scienze Politiche e di Giurisprudenza, Archivio storico e di deposito dell'Università).

## Contesto urbanistico
L'edificio sorge in fregio alla via Cittadella, interna al perimetro delimitato dalle arterie di grande traffico del viale Fratelli Rosselli, del viale Belfiore e di via Guido Monaco, in un'area di formazione tardo-ottocentesca prossima alla stazione di Santa Maria Novella. Non si confronta con altre architetture di rilievo, proponendosi più che altro come "ricucitura di una cortina edilizia precedentemente costituita".

## Architettura

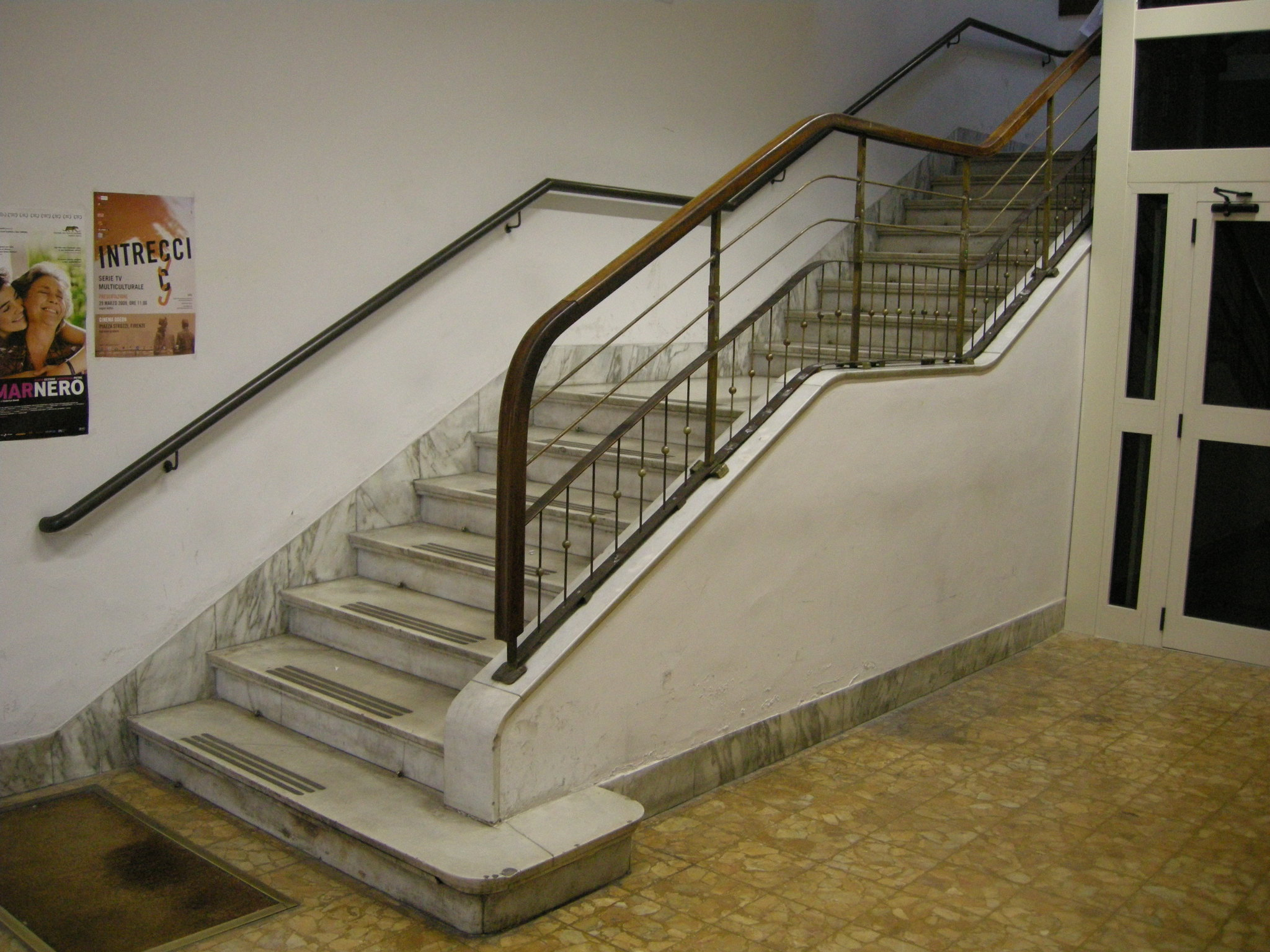
Scala

Elevato su due piani fuori terra, il lungo fronte dell'edificio si caratterizza per il rivestimento uniforme in cotto antico rosato, montato a rettangoli sfalsati ed intercalati con listelli, sul quale spiccano le incorniciature in travertino delle aperture poste in serrata successione: in numero di cinque, più ampie, al pian terreno per l'illuminazione degli ambienti già adibiti ad officine, e in numero di dieci, alte e strette, al primo piano per le postazioni di lavorio degli impiegati.
Alla base dell'edificio una fascia di listelli posti in orizzontale funge da zoccolatura, mentre al di sopra dell'ingresso principale i listelli incorniciano le quattro finestrine che all'interno danno luce ai locali in origine utilizzati come spogliatoi. Conclude la facciata una cornice in travertino dal leggero aggetto. Alle estremità del fronte si aprono gli accessi: quello principale, per gli uffici, a sinistra, e all'estremità opposta l'ingresso carrabile per il retrostante magazzino.

## Interni
All'interno, il mutamento di destinazione d'uso - da uffici e laboratori di una società commerciale a segreterie e servizi universitari - non ha sostanzialmente variato la distribuzione degli ambienti.
Superati due gradini di accesso ci si immette nell'atrio, pavimentato in piastrelle di marmo giallo e controsoffittato in gesso con pannelli a finto incannicciato.
Nell'atrio si aprono due porte e si diparte la scala in marmo bianco di collegamento con il piano superiore, illuminata da un lucernario circolare.
Sulla sinistra del ripiano di arrivo inizia la ex-galleria del pubblico, su cui si affacciano le porte dei diversi uffici. La galleria, chiusa sul fondo da una vetrata, è pavimentata in piastrelle di marmo rosso ricomposto ed è illuminata da grandi lucernari rettangolari con lastre di termolux.
L'accesso al magazzino, all'estremità destra del fronte, immette in un lungo corridoio carrabile fino all'ampio spazio dell'ex-magazzino, dotato di copertura piana sostenuta da pilastri nella quale si ritagliano i grandi lucernari rettangolari per l'illuminazione dell'ambiente. Attualmente questo settore dell'edificio versa in stato di totale abbandono.

## Fortuna critica

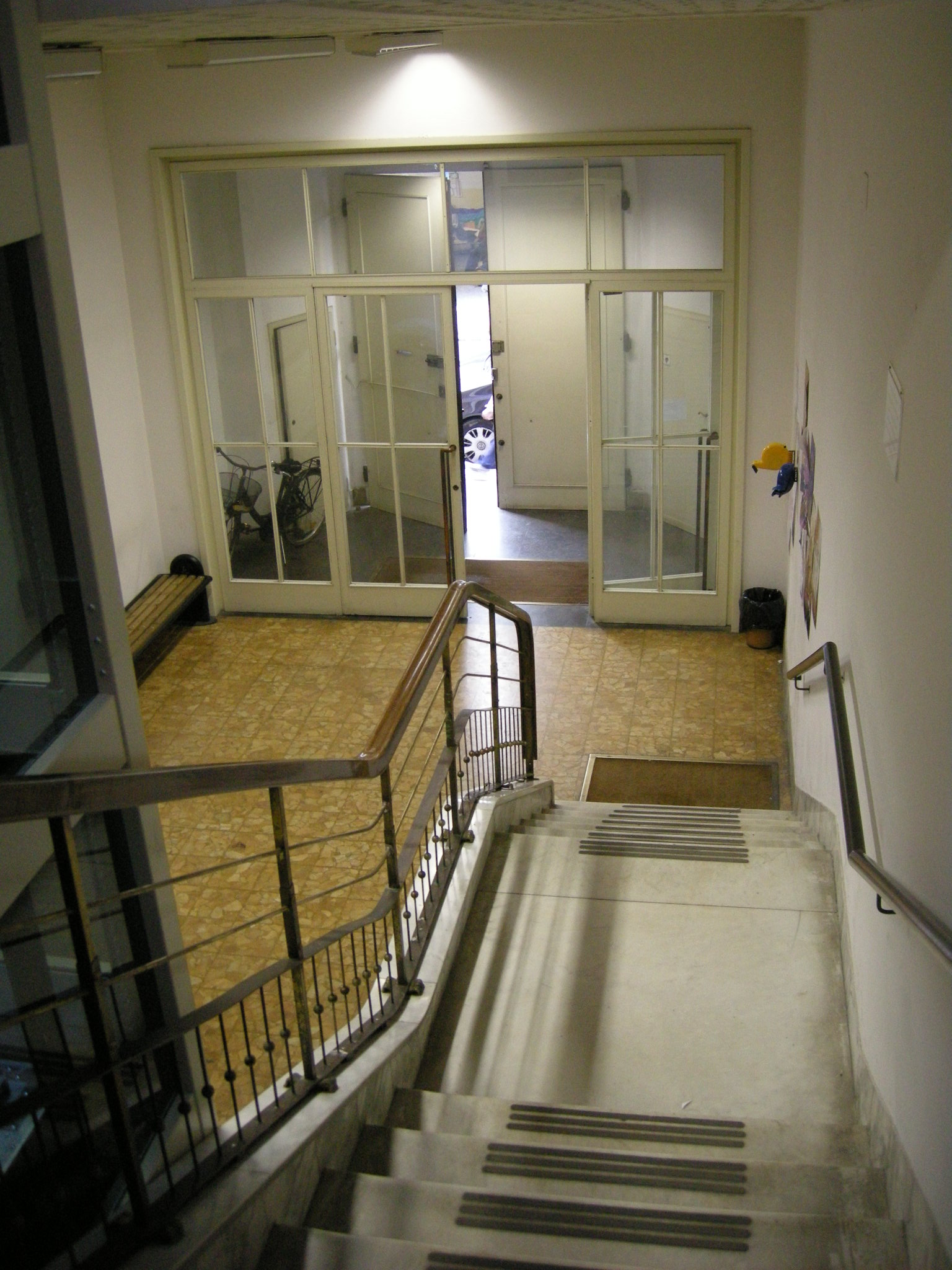
Vano scala

Caratterizzato, secondo la critica dell'epoca, da "chiarezza, semplicità, senso di armonia, solidità, doti toscane", nel panorama dell'opera di Gamberini l'edificio costituisce, secondo la critica recente, "l'espressione del ripiegamento su posizioni di generico gusto novecentista" ; è da sottolineare, tuttavia, la "costante attenzione" dimostrata dal progettista nell'uso dei diversi materiali componenti il rivestimento della facciata.